# Ново-Гагаринская улица
Но́во-Гага́ринская у́лица — улица в городе Сестрорецке Курортного района Санкт-Петербурга. Проходит от Приморского шоссе до дома 261, корпус 2, по Приморскому шоссе.
Название появилось в 1950-х годах. Оно происходит от параллельной Гагаринской улицы.
Несмотря на официальные границы, перекрестка Приморского шоссе и Ново-Гагаринской улицы не существует: проезжая часть начинается от безымянного проезда вдоль насыпи, по которой идет Приморское шоссе. При этом в створе Ново-Гагаринской улицы через эту насыпь проложен пешеходный тоннель; тоннель был открыт в 2005 году в составе Сестрорецкого путепровода.
Все многоквартирные дома, расположенные вдоль четной стороны Ново-Гагаринской улицы, пронумерованы по Приморскому шоссе.